# Novochakhtinsk
Novochakhtinsk (en russe : Новошахтинск) est une ville de l'oblast de Rostov, en Russie. Sa population s'élève à 110 122 habitants en 2013.

## Géographie
Novochakhtinsk est située près de la frontière avec l'Ukraine, à 60 km au nord de Rostov-sur-le-Don.

## Histoire
Novochakhtinsk fut créée en 1939 sur l'emplacement d'un gisement de charbon en exploitation à l'époque depuis déjà plusieurs décennies. Le village de Komintern fut réuni avec le village de Molotov et ils formèrent ensemble la ville de Novochakhtinsk.
Pendant la Seconde Guerre mondiale, la ville fut occupée par l'Allemagne nazie du 21 juillet 1942 au 13 février 1943. Elle fut libérée par le front du sud de l'Armée rouge.
En 2004, Novochakhtinsk annexa la commune urbaine de Sokolovo-Koundrioutchinski, qui comptait quelque 9 600 habitants en 2002.

## Population
Recensements (*) ou estimations de la population
| 1926* | 1939*  | 1959*   | 1970*   | 1979*   |
| ----- | ------ | ------- | ------- | ------- |
| 7 000 | 48 035 | 103 566 | 101 500 | 104 152 |

| 1989*   | 2002*   | 2010*   | 2012    | 2013    |
| ------- | ------- | ------- | ------- | ------- |
| 107 772 | 101 131 | 111 075 | 110 365 | 110 122 |

## Économie
L'extraction du charbon et son traitement constituèrent longtemps la principale activité de Novochakhtinsk, avec la fermeture de neuf mines de charbon, l'administration locale décidait en 2004 la création de l'usine de produits pétroliers de Novochakhtinsk, celle ci subit une attaque d'un drone ukrainien le 22 juin 2022.

## Personnalités
- Nikolaï Doubinine (né en 1973), évêque catholique russe